# Stijgende rozenscheutboorder
De stijgende rozenscheutboorder (Cladardis elongatula) is een vliesvleugelig insect uit de familie van de bladwespen (Tenthredinidae). De wetenschappelijke naam werd gepubliceerd in 1817 door Klug.